# LPAR
Logical Partition Access Resources или LPAR — логический раздел в составе одного физического сервера, например, мейнфрейма IBM. Физический сервер может быть разбит на несколько LPAR. Каждый LPAR имеет своё подмножество реальных аппаратных средств и отдельную операционную систему. Технология LPAR разработана IBM в 1988 году для машины System/370. LPAR используются в мейнфреймах zSeries и серверах IBM Power Systems. Технология LPAR является одним из компонентов системы виртуализации серверов.
Всеми LPAR управляет гипервизор. Для управления LPAR применяются следующие гипервизоры:
- для zSeries  - PR/SM (Processor Resource/System Manager);
- для IBM Power Systems - Power Hypervisor (PowerVM).

Для взаимодействия между LPAR внутри одного физического сервера используется виртуальная сеть - HiperSocket.